# Bloodflowerz
Bloodflowerz foi uma banda de gothic metal alemã. Em 2002, lançaramu seu álbum de estréia, Diabolic Angel. Depois de sair em uma turnê com Anathema, Subway to Sally e Crematory, e também de tocar em festivais como Mera Luna e Summer Breeze.
Viriam mais dois álbuns, 7 Benedictions / 7 Maledictions, e Dark Love Poems, para em dezembro de 2007 a banda encerrar as atividades.

## Integrantes

### Última formação
- Kirsten Zahn - vocal
- Tim Schwarz - bateria
- Jogi Laser - guitarra
- Jan Beckmann - baixo

### Ex-membros
- Markus Visser - guitarra
- Nille Mahl - guitarra
- Jojo Schulz - baixo e guitarra

## Discografia
Álbuns
- 2002: Diabolical Angel
- 2003: 7 Benedictions / 7 Maledictions
- 2006: Dark Love Poems

EP
- 2002: Diabolical Angel
- 2006: Damaged Promisses

Split
- 2003: Bloodflowerz Promo com End of Green